# Scheide Library

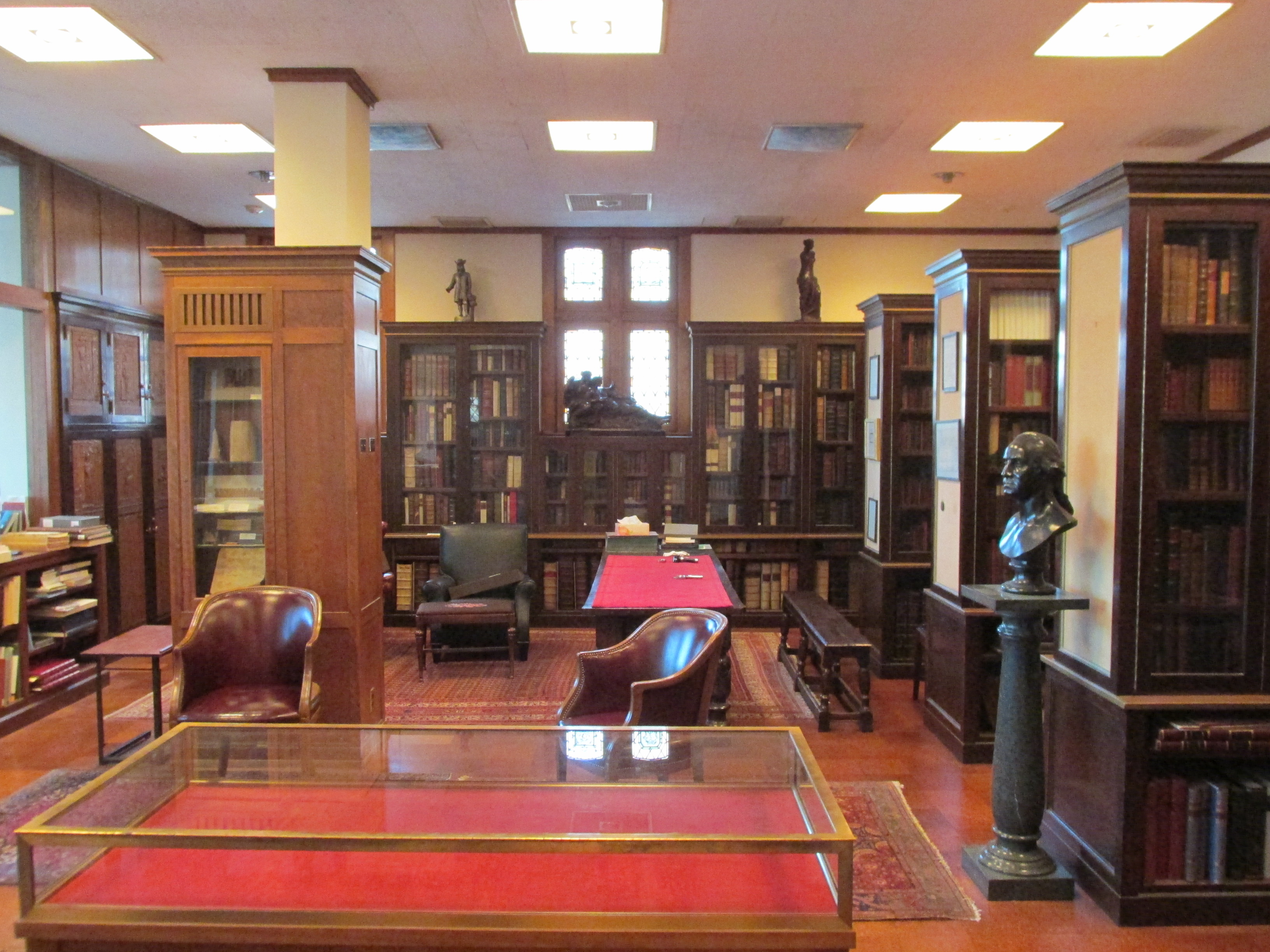
Die Scheide Library in Princeton

Die Scheide Library oder Scheide-Bibliothek ist eine ehemalige Privatbibliothek, die der Abteilung für seltene Bücher und Spezialsammlungen der Princeton University Library angegliedert ist. 2015 vermachte der Sammler William H. Scheide die Sammlung der Universität, was als die wertvollste Schenkung deren Geschichte gilt.

## Sammlung
Sie befindet sich in der Harvey S. Firestone Memorial Library auf dem Campus der Princeton University.
Die Scheide-Bibliothek ist möglicherweise die erlesenste Privatsammlung seltener Bücher und Manuskripte der westlichen Hemisphäre. Es ist die einzige Bibliothek außerhalb Europas, die alle vier der ersten gedruckten Bibeln besitzt: Die Gutenberg-Bibel, die »1460 Bibel« (oder Mentelin-Bibel), die »36-zeilige Bibel« und die »1462 Bibel«.
Weiterhin gehören Manuskripte von Abraham Lincoln, Johann Sebastian Bach und Ludwig van Beethoven, eine Kopie der Unabhängigkeitserklärung der Vereinigten Staaten und Erstausgaben von Shakespeare und John Milton zu der Sammlung.
Die Bibliothek enthält auch bedeutende Sammlungen mittelalterlicher Manuskripte und Inkunabeln, gedruckte Bücher über Reisen und Expeditionen sowie Americana.

## Gründer
Die Scheide Library wurde gegründet von drei Generationen von Sammlern, die ihr Vermögen der Ölindustrie verdankten: William T. Scheide, seinem Sohn John H. Scheide und seinem Enkel William H. Scheide (1914–2014). Sie begründeten auch die »Bach Arien Gruppe«, um das Interesse an den Kantaten von Bach zu beleben.